# (339) Dorothea
(339) Dorothea ist ein Asteroid des äußeren Hauptgürtels, der am 25. September 1892 vom deutschen Astronomen Max Wolf an seiner Privatsternwarte in Heidelberg bei einer Helligkeit von 12 mag entdeckt wurde.
Der Asteroid ist benannt nach Dorothea Klumpke (1861–1942). Sie war die erste Frau, die an der Sorbonne den Doktortitel in Mathematik erlangte. Sie assistierte ihrem Mann Isaac Roberts (1829–1904), einem Bauunternehmer, der mit etwa 50 Jahren die Astronomie als Hobby entdeckte, baute zwei private Observatorien in Liverpool und Crowborough und wurde zu einer Pionierin der Fotografie von Sternhaufen und Nebeln. Sie wurde ein weiteres Mal durch die Benennung von (1040) Klumpkea geehrt.
Aufgrund ihrer Bahneigenschaften wird (339) Dorothea zur Eos-Familie gezählt.

## Wissenschaftliche Auswertung
Aus Ergebnissen der IRAS Minor Planet Survey (IMPS) wurden 1992 Angaben zu Durchmesser und Albedo für zahlreiche Asteroiden abgeleitet, darunter auch (339) Dorothea, für die damals Werte von 63,1 km bzw. 0,18 erhalten wurden. Eine Auswertung von Beobachtungen durch das Projekt NEOWISE im nahen Infrarot führte 2011 zu vorläufigen Werten für den Durchmesser und die Albedo im sichtbaren Bereich von 53,8 km bzw. 0,12. Nach neuen Messungen mit NEOWISE wurden die Werte 2014 auf 44,3 km bzw. 0,20 korrigiert.
Eine spektroskopische Untersuchung von 820 Asteroiden zwischen November 1996 und September 2001 am La-Silla-Observatorium in Chile ergab für (339) Dorothea eine taxonomische Klassifizierung als K- bzw. T-Typ.
Photometrische Messungen des Asteroiden fanden statt vom 19. April bis 21. Juni 2016 am Organ Mesa Observatory in New Mexico. Aus der während sieben Nächten aufgezeichneten Lichtkurve wurde eine Rotationsperiode von 5,9684 h bestimmt.
Mit dem Weltraumteleskop Transiting Exoplanet Survey Satellite (TESS) konnten während dessen Durchmusterung des Südhimmels 2018 bis 2019 auch Objekte des Sonnensystems beobachtet werden. Dabei wurden auch die Lichtkurven von fast 10.000 Asteroiden aufgezeichnet. Für (339) Dorothea wurde aus Messungen etwa vom 15. November bis 11. Dezember 2018 eine Rotationsperiode von 5,96881 h erhalten.
Eine neue photometrische Beobachtung vom 10. Mai 2021 am Nationalen Astronomischen Observatorium Roschen in Bulgarien wurde zu einer Rotationsperiode von 5,968 h ausgewertet. Für die Gestalt des Asteroiden wurde auf eine annähernd sphärische Form geschlossen.
Aus archivierten Daten des Asteroid Terrestrial-impact Last Alert System (ATLAS) aus dem Zeitraum 2015 bis 2018 konnte in einer Untersuchung von 2022 mit der Methode der konvexen Inversion eine Rotationsperiode von 5,9682 h bestimmt werden.